# Tower Heist
Tower Heist és una pel·lícula estatunidenca del 2011 dirigida per Brett Ratner i protagonitzada per Ben Stiller i Eddie Murphy.

## Argument
En Josh Kovacs (Ben Stiller) és l'encarregat d'un dels edificis més luxosos i segurs de Nova York. Al pis més ostentós de tots, l'àtic, hi viu l'Arthur Shaw (Alan Alda), un multimilionari magnat de Wall Street que està sota arrest domiciliari per haver robat dos mil milions de dòlars als seus inversors, a més d'haver estafat molts dels treballadors de l'edifici, quedant-se amb llurs jubilacions i deixant-los davant d'un futur incert.
Desesperat en adonar-se de la situació, en Kovacs s'uneix al seu cunyat, el conserge Charlie (Casey Affleck), al grum Enrique (Michael Peña), a la serventa Odessa (Gabourey Sidibe) i a un altre inversor arruïnat d'en Shaw, el Sr. Fitzhugh (Matthew Broderick), per tal de trobar una manera de recuperar els seus diners. La seva cerca els porta fins a en Slide (Eddie Murphy), un lladre que els ajuda a organitzar el robatori de 20 milions de dòlars que creuen que en Shaw amaga al seu pis.
Tots ells coneixen a la perfecció l'edifici, una cosa que els ajudarà a cometre el robatori el més ràpid possible, però hauran de tenir cura amb la Claire Denham (Téa Leoni), una agent especial designada per investigar el cas d'en Shaw i que pot ser l'única persona que descobreixi llurs intencions.